# Wermsdorf
Wermsdorf település Németországban, azon belül Szászország tartományban. Lakosainak száma 5196 fő (2023. december 31.). Wermsdorf Wurzen, Lossatal és Oschatz községekkel határos.

## Népesség
A település népességének változása:
| Lakosok száma | 5280 | 5211 | 5162 | 5239 | 5196 |
|               | 2017 | 2019 | 2021 | 2022 | 2023 |